# Aladdin and His Wonderful Lamp
Pour plus de détails, voir Fiche technique et Distribution.
Aladdin and His Wonderful Lamp est un court-métrage américain réalisé par Tim Burton, diffusé pour la première fois aux États-Unis le 14 juillet 1986 dans l'émission Faerie Tale Theatre.
Le film s'inspire du conte Aladin ou la Lampe merveilleuse.

## Fiche technique
- Réalisation : Tim Burton
- Scénario : Rod Ash, Mark Curtis, Mark Curtiss, d’après le conte Aladin ou la Lampe merveilleuse
- Montage : Marco Zappia
- Décors : Michael Erler
- Musique : Michael Convertino, David Newman
- Producteur : Shelley Duvall, Fred Fuchs, Bridget Terry
- Langue originale : anglais
- Durée : 48 minutes
- Date de sortie :
  - États-Unis : 14 juillet 1986

## Distribution
- Robert Carradine : Aladin
- Shelley Duvall : Narrateur
- James Earl Jones : Génie
- Leonard Nimoy : Le méchant magicien marocain
- Valerie Bertinelli : Princesse Sabrina
- Ray Sharkey : Grand Vizir
- Rae Allen : La mère d'Aladin
- Joseph Maher : Sultan
- Jay Abramowitz : Habibe
- Martha Velez : Lady servant
- Bonnie Jefferies : Femme en vert 1
- Sandy Lenz : Femme en vert 2
- Marcia Gobel : Femme en vert 3
- John Salazar : Servant